# Convenzione di Vienna sul diritto dei trattati tra Stati e organizzazioni internazionali o tra organizzazioni internazionali
La Convenzione di Vienna sul diritto dei trattati tra Stati e organizzazioni internazionali o tra organizzazioni internazionali è un trattato internazionale adottato e aperto alla firma il 21 marzo 1986 e non ancora entrato in vigore. La convenzione, come si evince dallo stesso titolo, contiene le norme destinate a disciplinare la conclusione e l'applicazione dei trattati tra Stati e organizzazioni internazionali o tra più organizzazioni internazionali.
Possono partecipare alla Convenzione tutti gli Stati e le organizzazioni internazionali. Attualmente la convenzione non è in vigore, in quanto mancano le 35 ratifiche o adesioni di Stati necessarie in virtù dell'articolo 85 del trattato.
È basata su un progetto predisposto dalla Commissione del diritto internazionale.

## Stati e organizzazioni che hanno ratificato il trattato o vi hanno aderito
Attualmente, tra Stati e organizzazioni, hanno dato il consenso a obbligarsi alla Convenzione 44 parti contraenti, tramite adesione o ratifica. Il numero di Stati, però, è pari solo a 32.
Stati (32):
Albania, Argentina, Australia, Austria, Bielorussia, Belgio, Bulgaria, Colombia, Croazia, Cipro, Repubblica Ceca, Danimarca, Estonia, Gabon, Germania, Grecia, Italia, Liberia, Liechtenstein, Malta, Messico, Moldavia, Paesi Bassi, Palestina, Senegal, Slovacchia, Spagna, Svezia, Svizzera, Regno Unito, Ungheria, Uruguay.
Organizzazioni internazionali (12):
Agenzia internazionale per l'energia atomica, Commissione preparatoria per l'Organizzazione del trattato sulla messa al bando totale degli esperimenti nucleari, Interpol, Organizzazione delle Nazioni Unite, Organizzazione delle Nazioni Unite per lo Sviluppo Industriale, Organizzazione internazionale del lavoro, Organizzazione Internazionale dell'Aviazione Civile, Organizzazione marittima internazionale, Organizzazione mondiale della sanità, Organizzazione Mondiale per la Proprietà Intellettuale, Organizzazione per la Proibizione delle Armi Chimiche, Unione Postale Universale.